# Naruto (Tokushima)
Naruto (japanisch 鳴門市, -shi) ist eine Stadt in der Präfektur Tokushima auf der Insel Shikoku in Japan.

## Geographie
Naruto befindet sich am Nordostzipfel der Insel Shikoku sowie auf den drei im Nordosten vorgelagerten Inseln Ōge-jima, Takashima und Shimada-shima, getrennt von Shikoku durch die Konaruto-Straße. Das Stadtgebiet findet im Osten mit der Kii-Kanal und im Norden mit der Meeresregion Harima-nada der Seto-Inlandsee seine natürlichen Grenzen. Nach Westen hin erhebt sich auf dem Gebiet der Stadt das Sanuki-Bergland; eine naturräumliche Grenze zur Nachbarstadt Itano lässt sich jedoch nicht ausmachen. Die Südgrenze wird durch den Verlauf des Flusses Kyū-Yoshinogawa bestimmt, .
Das Hauptsiedlungsgebiet der Stadt befindet sich auf dem nordöstlichen Teilstück der Tokushima-Ebene, einer flachen, knapp über dem Meeresspiegel befindlichen Schwemmlandebene. Von dort aus erhebt sich gen Westen der östlichste Zipfel des Sanuki-Berglands. Das Bergland besteht aus gefalteten Sedimenten (Sandsteine und Mergel) der Mittelkreide, die vor dem Stadtkern abrupt in den Untergrund abtauchen und gen Osten nur noch vereinzelt als flache, inselartige Hügel (z. B. der 62 m hohe Myōken-zan) die jüngeren Alluvialsedimente der Tokushima-Ebene durchragen.
Dieses Muster setzt sich ähnlich im Nordosten des Stadtgebietes fort, hier jedoch in Form einer Abfolge von hügeligen Inseln und natürlichen Meereskanälen und -buchten. da es durch den gezeitenbedingten Wasseraustausch zwischen der Seto-Inlandsee und dem Pazifischen Ozean, sowie mangelnder Sedimentzufuhr nicht zu einer flächendeckenden Sedimentation gekommen ist. Dies wurde teilweise durch künstliche Aufschüttung, etwa im Stadtteil Takashima, von Menschenhand nachgeholt.

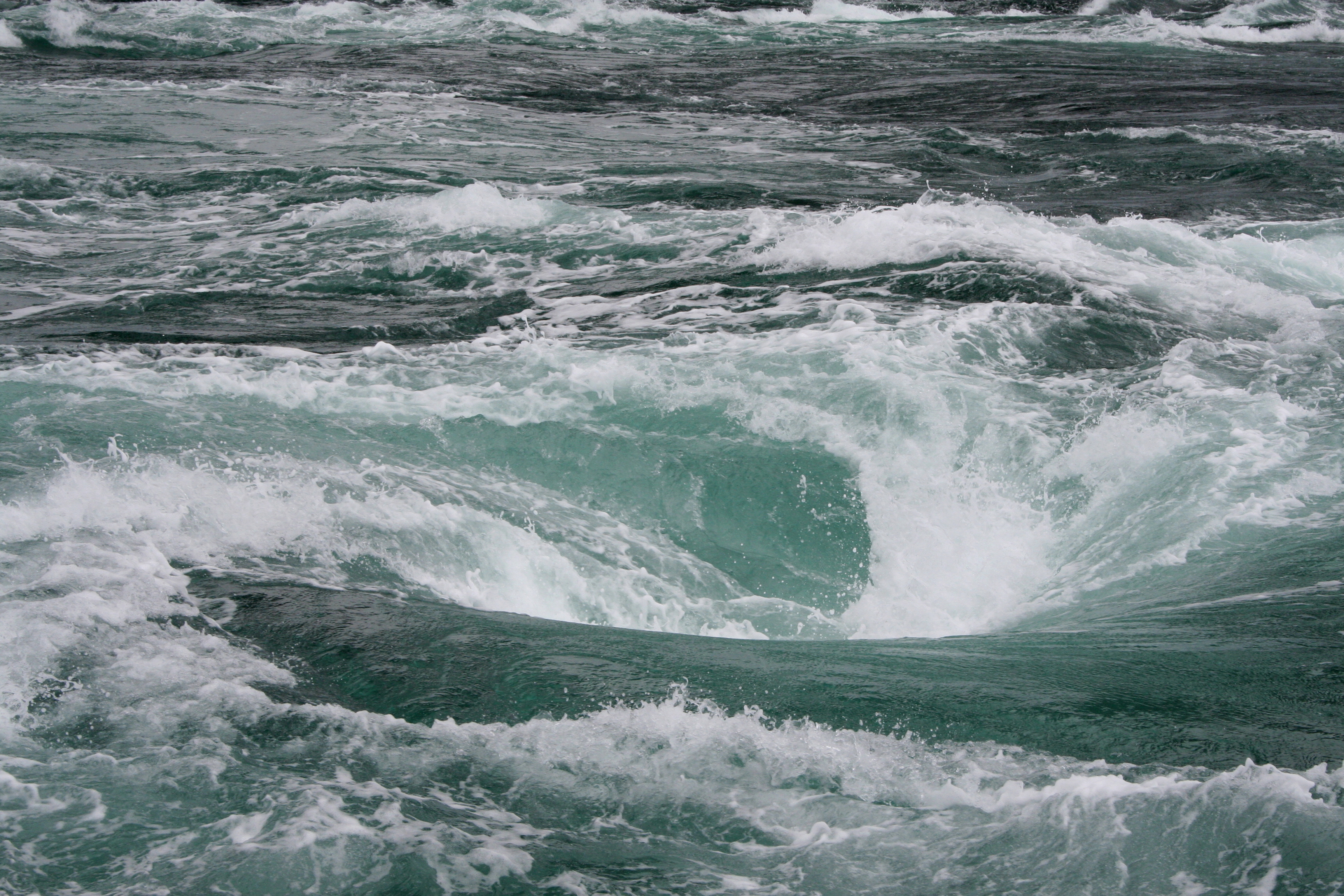
Naruto-Strudel

Nördlich des Stadtgebietes, erstreckt sich zwischen dem Kap Mago (jap. Magozaki, „Enkel-Kap“) auf Ōge-jima und der Insel Awaji die Naruto-Straße. Die Gezeitenströmungen sind hier mit Fließgeschwindigkeiten von bis zu 20 km/h so stark, dass sich zweimal am Tag riesige Meeresstrudel bilden. Durch diese verstärkte Erosionskraft wurde das wenige widerständige Gestein der o. g. Izumi-Folge (Sandsteine, Mergel) dieser Stelle auf über 80 m eingetieft.
Betrachtet man den Rest des Stadtgebietes westlich der Hauptsiedlung, so ist das Stadtrelief zweigeteilt: der siedlungsarme Nordteil ist auf ganzer Länge vom 10 bis 15 km breiten Sanuki-Bergland bedeckt. Das sich parallel dazu, zwischen dem Kyū-Yoshinogawa und der Berglandsgrenze erstreckende Flachland gehört zur Tokushima-Ebene. Der Übergang zwischen Hügel- und Flachland vollzieht sich auch hier abrupt.
Ebenso abrupt ist der Übergang zum nördlich des Sanuki-Berglandes liegenden, schmalen Küstenstreifens zur Inlandsee.

## Sehenswürdigkeiten

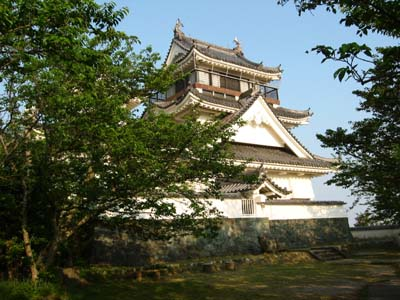
Torii-Museum in Naruto

Im Norden der Stadt befindet sich bei Ōge-jima einer der Hauptanziehungspunkte der Stadt, die Naruto-Strudel im Meer in der „Naruto-Straße“. Sie können per Boot oder über eine Besichtigungsplattform an der Unterseite der Naruto-Brücke besichtigt werden.
Im in unmittelbarer Nachbarschaft befindlichen Ōtsuka-Kunstmuseum werden über 1.000 Kopien von Kunstwerken aus aller Welt und aller Kunstepochen auf Kacheln gebrannt ausgestellt, darunter z. B. ein maßstabsgetreuer Nachbau des Innenraums der Sixtinischen Kapelle.
Bis zum Frühjahr 2010 war zudem dem japanischen Anthropologen und Archäologen Torii Ryūzō ein Museum in Naruto gewidmet. Die Sammlung wurde in den Kulturpark Bunka no Mori der nahegelegenen Präfekturhauptstadt Tokushima verlegt, das Gebäude im Stil eines japanischen Burgturms wartet auf eine Nachnutzung.
Im Westen der Stadt befinden sich die Tempel Ryōzen-ji und Gokuraku-ji, die ersten beiden von insgesamt 88 Stationen des buddhistischen Shikoku-Pilgerwegs. In direkter Nachbarschaft zum Ryōzen-ji liegt auch der shintoistische Schrein Ōasahiko-Schrein, der wichtigste Schrein der Präfektur.
Des Weiteren finden sich dort das Deutsche Haus Naruto, ein Veranstaltungsort, der zum einen der Pflege der Deutsch-Japanischen Freundschaft gewidmet ist und zum anderen eine Ausstellung über die Geschichte des Kriegsgefangenenlagers Bandō enthält, ein Kulissendorf zu den Dreharbeiten des Filmes Baruto no Gakuen (dt. "Ode an die Freude") sowie die Kagawa-Toyohiko-Gedenkstätte, die dem japanischen Pazifisten, christlichen Missionar und Schriftsteller Toyohiko Kagawa gewidmet ist.

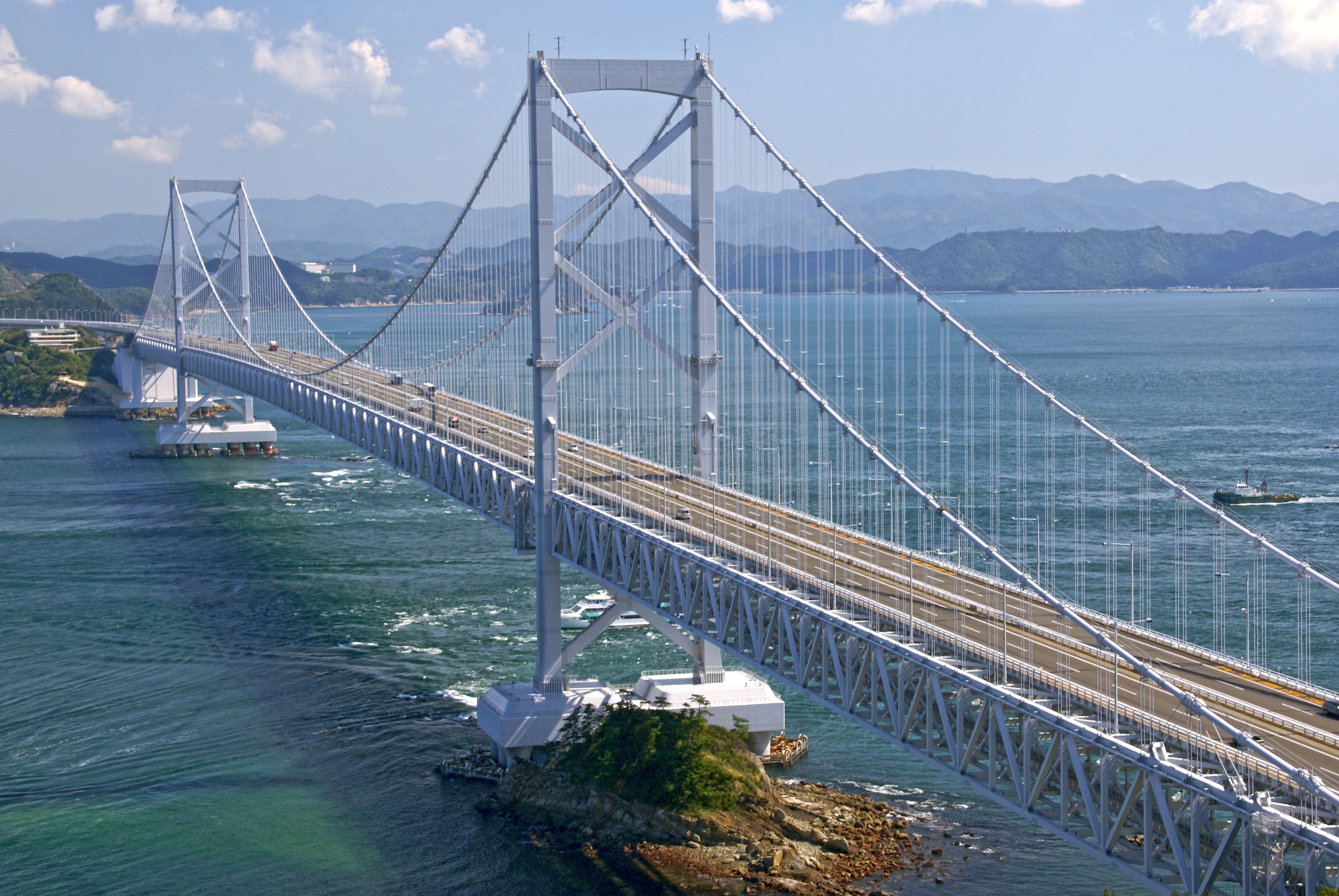
Naruto-Brücke
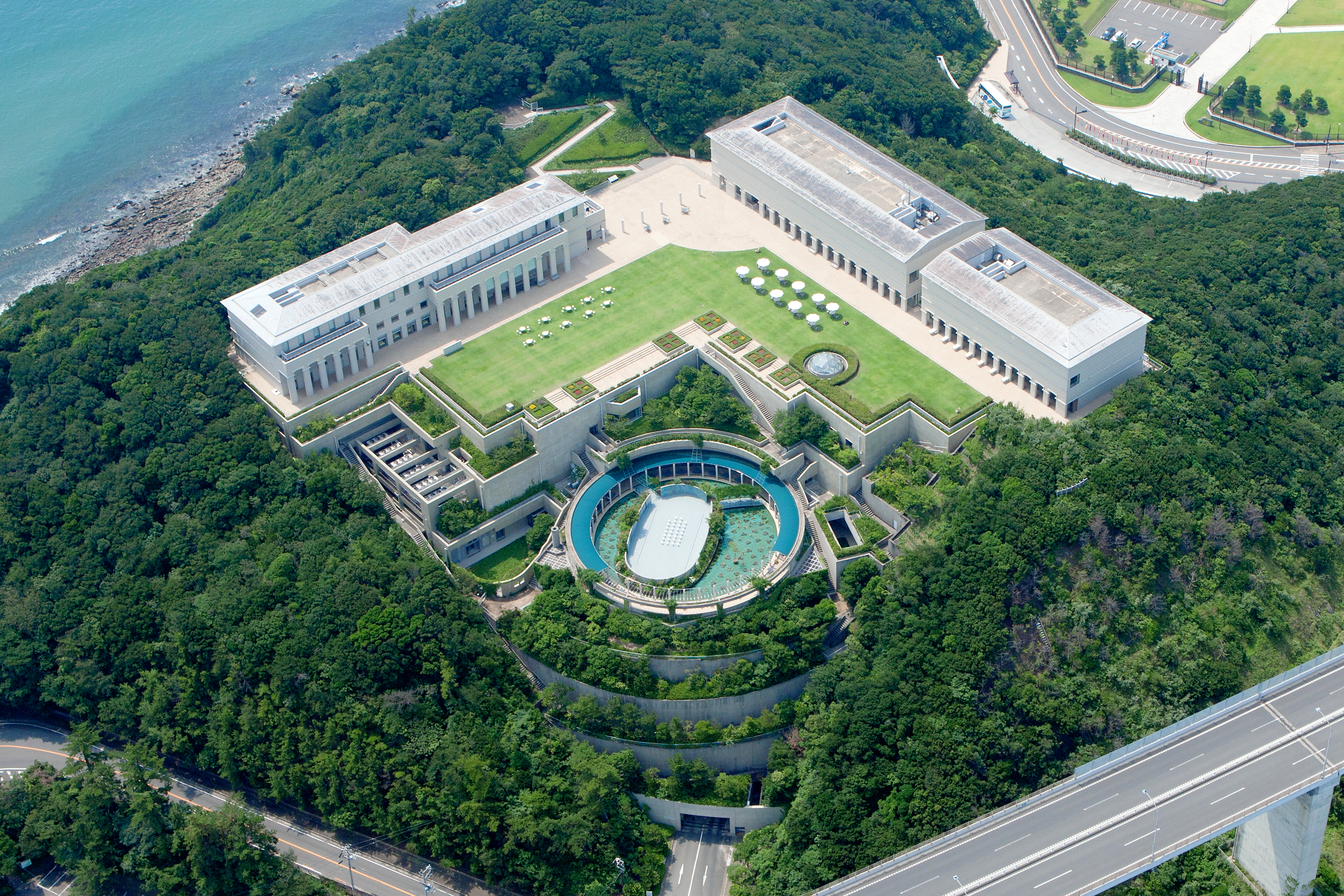
Ōtsuka-Kunstmuseum
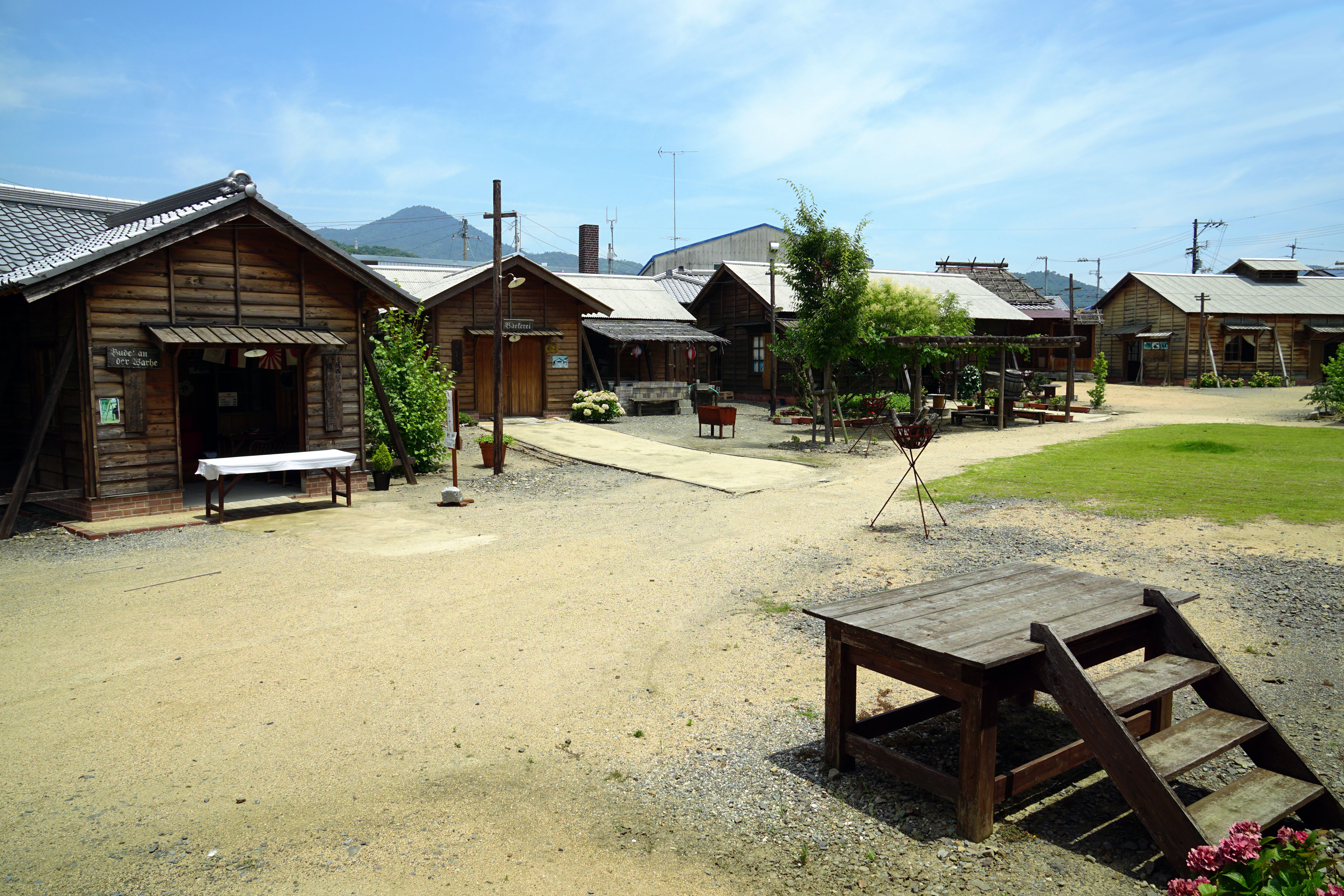
Baruto-no-niwa
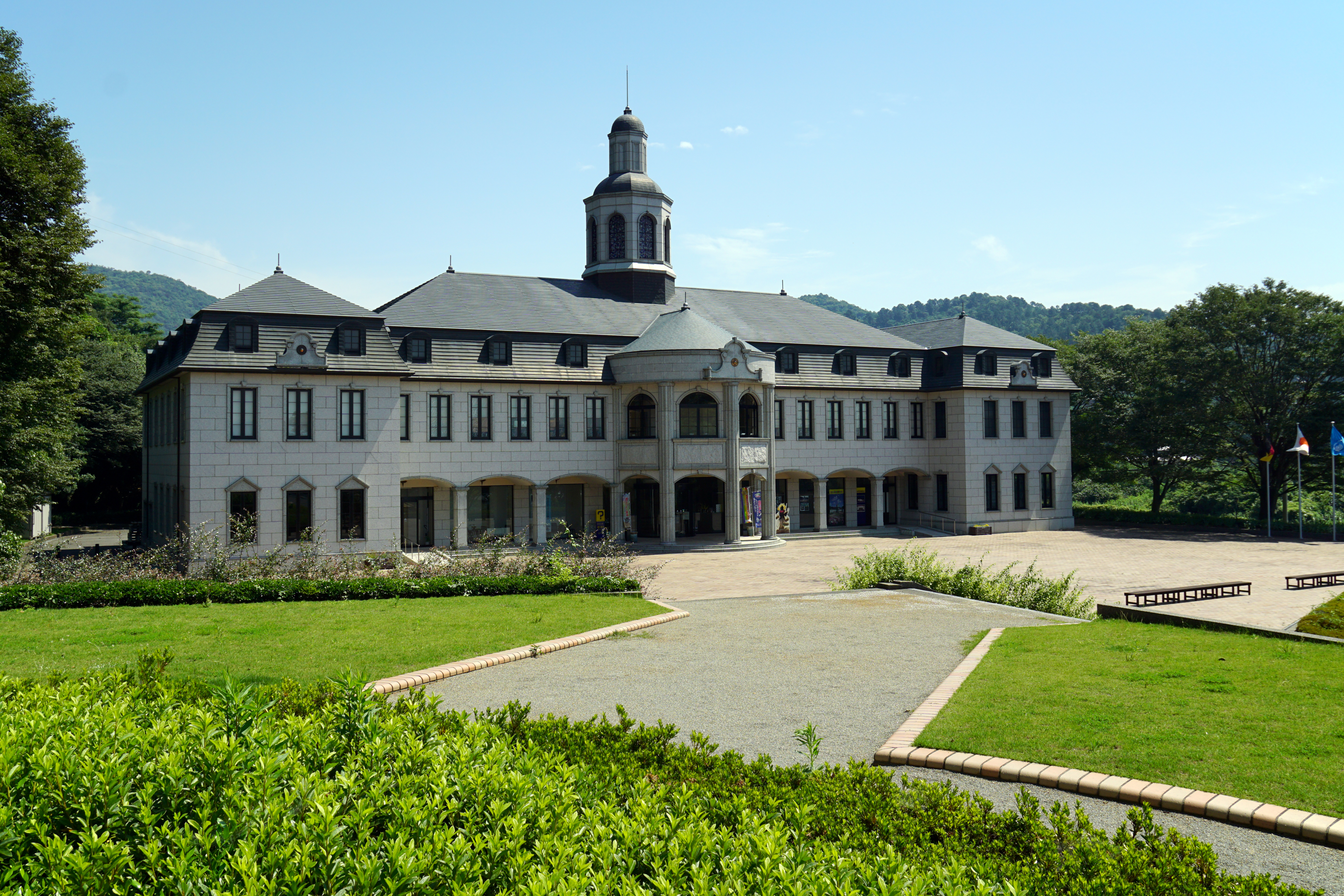
Deutsches Haus Naruto
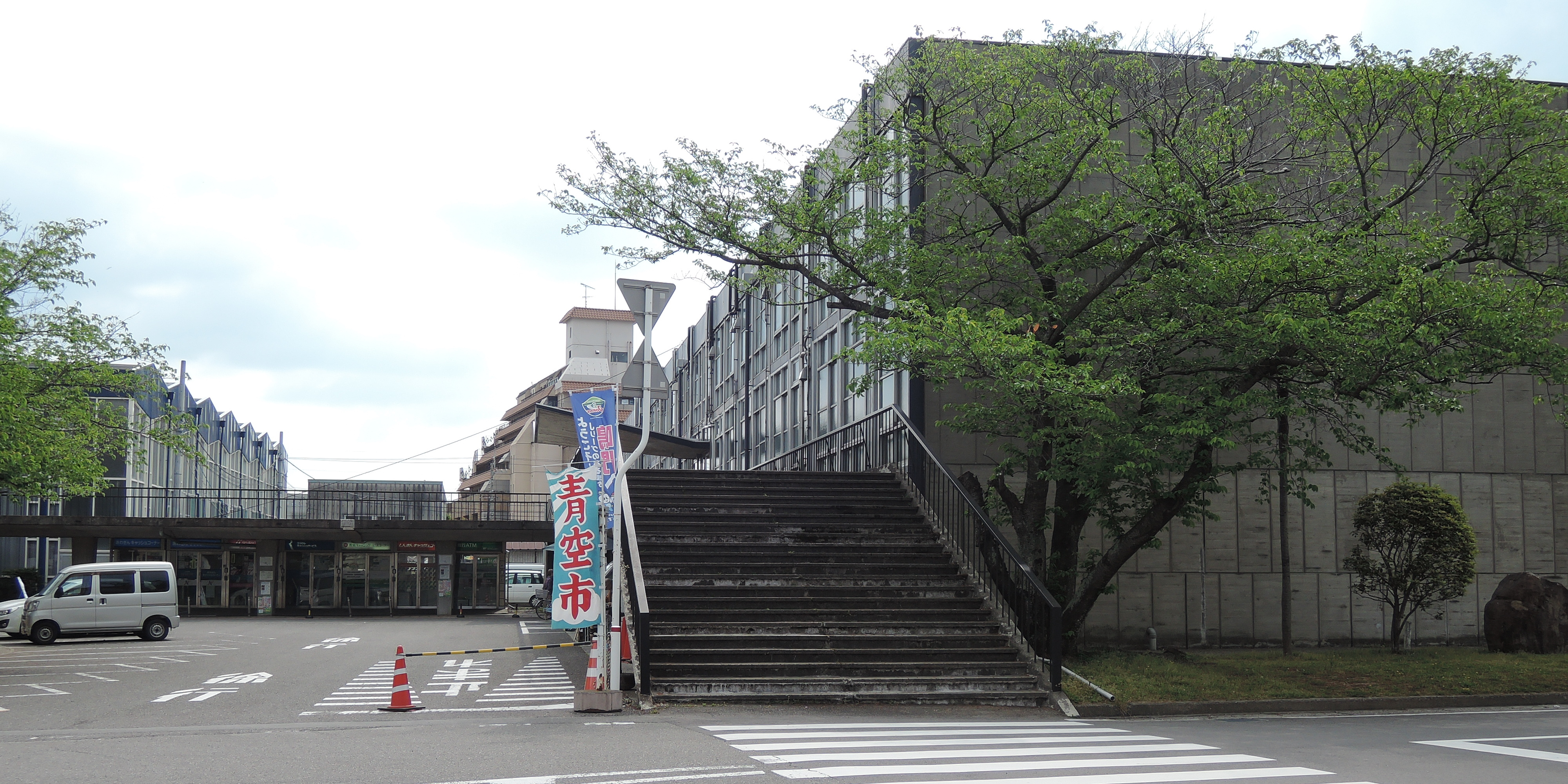
Rathaus von Naruto

## Geschichte

### Eingemeindungen
Am 15. März 1947 schlossen sich die kreisangehörigen Städte (chō) Muya (撫養町, -chō), Naruto (鳴門町, -chō) und Seto (瀬戸町, -chō), sowie dem Dorf (son) Satoura (里浦村, -son) im Landkreis Itano zur kreisfreien Stadt (shi) Meinan (鳴南市, -shi, dt. „Süd-Naruto“) zusammen. Im Mai desselben Jahres erfolgte die Umbenennung in Naruto.
1955 wurde das Dorf Ōtsu (大津村, -son), 1956 das Dorf Kitanada (北灘村, -son) und 1967 die Stadt Ōasa (大麻町, -chō), je aus dem Landkreis Itano, eingemeindet.

### Kriegsgefangenenlager Bandō
Im Ersten Weltkrieg gab es in Bandō – 1967 als Stadtteil von Ōasa eingemeindet – mit dem Kriegsgefangenenlager Bandō eines von etwa anfangs 12, später 6 Kriegsgefangenenlagern in Japan, in denen Deutsche interniert wurden, die den japanischen Streitkräften im Kampf um die damalige deutsche Kolonie Tsingtao (heute Qingdao) in China unterlegen waren. Nach Zusammenlegung dreier Lager zum Lager Bandō im April 1917 waren dort bis zu ihrer Entlassung 1920 zeitweise fast 1000 deutsche Soldaten inhaftiert.
Mehr als in anderen Lagern gewährte der japanische Lagerkommandant Matsue Toyohisa außerhalb eines morgendlichen und abendlichen Appells großzügige Eigenverantwortlichkeit. Begegnungen mit der örtlichen Bevölkerung und Veranstaltungen wie die japanische Erstaufführung der Neunten Sinfonie Beethovens am 1. Juni 1918 ließen ein gutes und von gegenseitiger Achtung getragenes Verhältnis zwischen Deutschen und Japanern entstehen. Am ersten Sonntag im Juni wird dort regelmäßig die Ode an die Freude aus Ludwig van Beethovens 9. Sinfonie aufgeführt.
Am 27. Oktober 2011 besuchte der deutsche Bundespräsident die Gedenkstätte in Naruto.

## Städtepartnerschaften
- Deutschland: Lüneburg, Deutschland
  - Seit 1974 ist Lüneburg Partnerstadt von Naruto. Die Stadt verfügt mit dem Deutschen Haus, in dem das Andenken an das Kriegsgefangenenlager bewahrt und regelmäßig Veranstaltungen mit Bezug zu Deutschland und seinen Nachbarländern durchgeführt werden, über einen repräsentativen Ort für den regen Austausch zwischen beiden Städten.
- Japan: Kiryū, Präfektur Gunma (seit 18. September 1980)
- Japan: Aizu-Wakamatsu, Präfektur Fukushima (seit 30. Oktober 1999)
  - Hierbei handelt es sich um die Heimatstadt des Lagerkommandeurs des Kriegsgefangenenlagers Bandô, Matsue Toyohisa. Matsue war in späteren Jahren Bürgermeister der Stadt Aizu-Wakamatsu gewesen.

## Schul- und Bildungswesen

### Hochschule
Auf der Insel Takashima befindet sich die Pädagogische Hochschule Naruto. In den Bachelor-Studiengängen werden Kindergartenerzieher, Grund- und Mittelschullehrer sowie Sonderpädagogen anhand von Fächerunterrichten ausgebildet. Die Master-Studiengänge hingegen konzentrieren sich auf einzelne Fach-Aspekte.
Es besteht eine Partnerschaft zur Leuphana Universität Lüneburg.

## Verkehr
- Zug:
  - JR Naruto-Linie
  - JR Kōtoku-Linie
- Straße:
  - Kōbe-Awaji-Naruto-Autobahn
  - Takamatsu-Autobahn
  - Nationalstraße 11: nach Tokushima und Matsuyama
  - Nationalstraße 28,377

## Söhne und Töchter der Stadt
- Harumi Hiroyama (* 1968), Langstreckenläuferin
- Ari Ichihashi (* 1977), Langstreckenläuferin
- Yoshiaki Kinoshita (* 1990), Fußballspieler

## Angrenzende Städte und Gemeinden
- Präfektur Tokushima
  - Aizumi
  - Itano
  - Kitajima
  - Matsushige
- Präfektur Kagawa
  - Higashikagawa